# Halictus pseudotetrazonius
Halictus pseudotetrazonius är en biart som beskrevs av Embrik Strand 1921. Halictus pseudotetrazonius ingår i släktet bandbin, och familjen vägbin. Inga underarter finns listade i Catalogue of Life.